# NE Brasil (U-27)
El buque escuela Brasil (U-27) de la Marinha do Brasil es una fragata de la clase Niterói modificada. Fue puesta en gradas en 1981, botada en 1983 y asignada en 1986. Es la tercera nave de la marina brasilera con el nombre Brasil.

## Construcción
Construida en el Arsenal de Marinha do Rio de Janeiro (AMRJ), fue puesta en gradas el 18 de septiembre de 1981, botada el 23 de septiembre de 1983 y asignada el 21 de agosto de 1986.

## Historia de servicio
A lo largo de su vida operativa ha participado de numerosos ejercicios y operativos junto a otras unidades de la marina brasilera y marinas extranjeras.